# Hiérarchie de dominance
 (juillet 2013).
 (novembre 2014).
Si vous disposez d'ouvrages ou d'articles de référence ou si vous connaissez des sites web de qualité traitant du thème abordé ici, merci de compléter l'article en donnant les références utiles à sa vérifiabilité et en les liant à la section « Notes et références ».

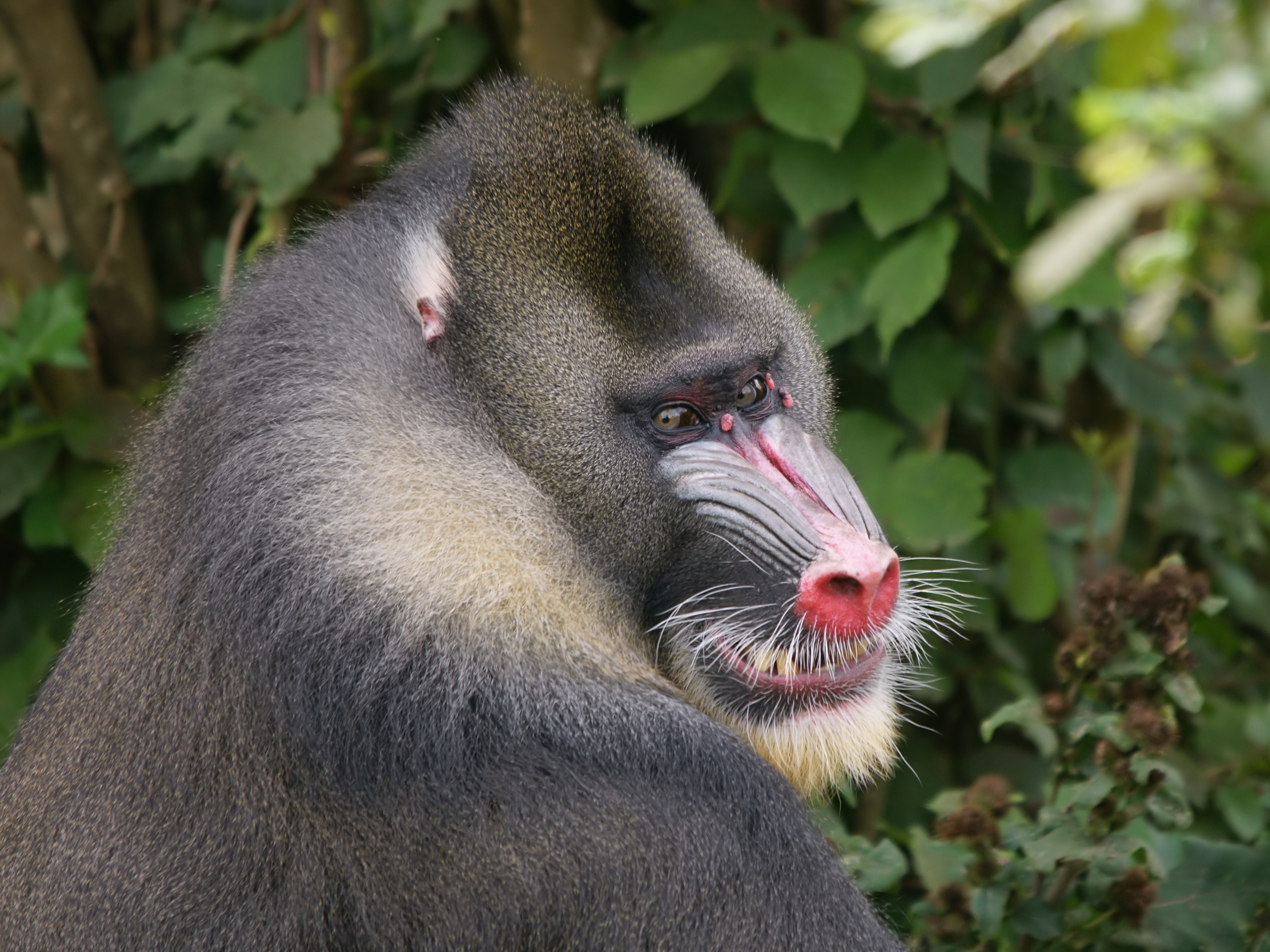
Un Mandrillus sphinx mâle de haut rang annonce son statut par une coloration faciale vive, Vallée des singes (France).

Une hiérarchie de dominance est une ordination des relations de dominance et de soumission d'un groupe d'individus particulier. Les hiérarchies de dominance sont répandues chez les animaux sociaux.
Une hiérarchie de dominance est un type de stratification sociale qui est observée au sein de certaines espèces d'animaux sociaux caractérisé par un système de domination. Au sein des groupes sociaux, les membres sont susceptibles d'entrer en compétition pour l'accès à des ressources limitées et aux opportunités d'accouplement. Plutôt que de se battre à chaque fois qu'ils se rencontrent, un rang relatif est établi entre les membres du même sexe. Sur la base d'interactions répétitives, un ordre social est créé, qui est susceptible de changer chaque fois qu'un animal dominant est défié par un animal subordonné. Chez les mammifères, un individu dominant est parfois appelé alpha.
Des hiérarchies adviennent dans la plupart des espèces sociales du règne animal, y compris chez les primates (singes, hommes) qui vivent généralement en groupe. Les individus avec un statut hiérarchique plus important tendent à accaparer l'accès à l'espace, à la nourriture et aux opportunités d'accouplement.
Ces hiérarchies ne sont pas figées et dépendent d'un certain nombre de facteurs variables, comme la viabilité, l'âge, le sexe, la taille, l'intelligence, l'ignorance, la peur et l'agressivité.
Ainsi, on peut observer des hiérarchies de dominance dans les cultures et les sociétés humaines. Celles-ci sont des variables importantes pour comprendre les phénomènes de civilisation dans l'environnement humain, l'ordre social, l'organisation de la famille, la structure de la tribu ou la nature du clan, dans l'ensemble des situations. Il n'est pas clairement établi dans quelle mesure la hiérarchie de dominance chez les humains est attribuable à des facteurs culturels idéologiques ou à la sélection selon des caractéristiques biologiques intrinsèques à notre espèce, issues d'une évolution naturelle.
Il est important de remarquer que la plupart des études portant sur la hiérarchie chez les animaux ont été fortement remises en cause. Dans bien des cas, celles-ci a été observée en captivité ou dans des conditions particulières (réduction de leur habitat) et que celles-ci sont en général moins prononcées dans leur habitat naturel.